# 志摩郡 (三重縣)
志摩郡为過去位於日本三重縣東南部的郡，已於2004年10月1日因無管轄町村而被廢除。
在1896年成立時的轄區包括現在的鳥羽市和志摩市的大部分地區。

## 歷史
過去在8世紀以前，志摩郡曾是志摩國內唯一的郡，但在719年被分割為答志郡和佐藝郡（後來改稱為英虞郡）後而消失。
一直到1896年日本實施郡制後，答志郡和英虞郡被合併為重新設立的志摩郡。

### 沿革

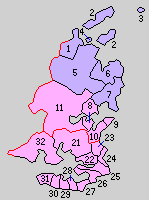
1896年志摩郡郡轄下的行政區劃：
1.鳥羽町 、2.答志村、3.神島村、4.坂手村、5.加茂村、6.鏡浦村、7.長岡村、8.的矢村、9.安乘村、10.國府村、11.磯部村、21.鵜方村、22.立神村、23.甲賀村、24.志島村、名田村、畔名村、25.波切村、26.船越村、27.片田村、28.布施田村、29.和具村、30.越賀村、31.御座村、32.濱島村
（紫色：現在屬鳥羽市、桃色：現在屬志摩市）

- 1896年4月1日：實施郡制（日语：郡制），答志郡和英虞郡合併為志摩郡[1]，下設：鳥羽町（日语：鳥羽町）、答志村、神島村（日语：神島 (三重県)）、坂手村（日语：坂手島）、加茂村（日语：加茂村 (三重県)）、鏡浦村（日语：鏡浦村）、長岡村（日语：長岡村 (三重県)）、的矢村（日语：的矢村）、安乘村（日语：阿児町安乗）、國府村、磯部村（日语：磯部村 (三重県)）、鵜方村（日语：阿児町鵜方）、立神村、甲賀村、志島村、畔名村、名田村、波切村、船越村、片田村（日语：志摩町片田）、布施田村（日语：志摩町布施田）、和具村（日语：志摩町和具）、越賀村（日语：志摩町越賀）、御座村（日语：志摩町御座）、濱島村（日语：浜島町）。（1町24村）
- 1897年5月31日：（1町27村）
  - 答志村的菅島地區分出設立為菅島村。
  - 答志村的桃取地區分出設立為桃取村。
  - 鵜方村的神明浦地區分出設立為神明村（日语：阿児町神明）。
- 1919年10月1日：濱島村改制為濱島町（日语：浜島町）。（2町26村）
- 1923年4月1日：廢除郡會和郡參事會。
- 1926年7月1日：廢除郡役所，此後郡不再作為行政區劃，只作為地名的表示。
- 1928年8月1日：波切村改制為波切町。（3町25村）
- 1939年7月1日：和具村改制為和具町（日语：志摩町和具）。（4町24村）
- 1942年6月10日：坂手村被併入鳥羽町。（4町23村）
- 1951年1月1日：鵜方村改制為鵜方町（日语：阿児町鵜方）。（5町22村）
- 1954年8月1日：波切町、船越村、名田村合併為大王町（日语：大王町）。（5町20村）
- 1954年11月1日：鳥羽町、加茂村、長岡村、鏡浦村、桃取村、答志村、菅島村、神島村合併為鳥羽市[2]，並脫離志摩郡的管轄。（4町13村）
- 1954年12月1日：和具町、片田村、布施田村、越賀村、御座村合併為志摩町（日语：志摩町 (三重県)）。（4町9村）
- 1955年1月1日：鵜方町、神明村、立神村、志島村、甲賀村、國府村、安乘村合併為阿兒町（日语：阿児町）。（4町3村）
- 1955年2月11日：磯部村、的矢村和度會郡神原村（日语：神原村 (三重県)）的部分地區（栗木廣、檜山、山原）合併為磯部町（日语：磯部町 (三重県)）。（5町1村）
- 1956年9月30日：畔名村被併入大王町。（5町）
- 2004年10月1日：濱島町、大王町、志摩町、阿兒町、磯部町合併為志摩市[3]，同時志摩郡因無管轄町村而被廢除。

### 變遷表
| 1896年4月1日                     | 1896年 - 1912年                    | 1912年 - 1944年                    | 1945年 - 1954年            | 1955年 - 1989年            | 1989年 - 現在              | 現在                       |
| -------------------------------- | ---------------------------------- | ---------------------------------- | -------------------------- | -------------------------- | -------------------------- | -------------------------- |
| 鳥羽町                           | 鳥羽町                             | 鳥羽町                             | 1954年11月1日 合併為鳥羽市 | 1954年11月1日 合併為鳥羽市 | 1954年11月1日 合併為鳥羽市 | 1954年11月1日 合併為鳥羽市 |
| 坂手村                           | 坂手村                             | 1942年6月10日 併入鳥羽町           | 1954年11月1日 合併為鳥羽市 | 1954年11月1日 合併為鳥羽市 | 1954年11月1日 合併為鳥羽市 | 1954年11月1日 合併為鳥羽市 |
| 答志村                           | 答志村                             | 答志村                             | 1954年11月1日 合併為鳥羽市 | 1954年11月1日 合併為鳥羽市 | 1954年11月1日 合併為鳥羽市 | 1954年11月1日 合併為鳥羽市 |
| 答志村                           | 1897年5月31日 設立菅島村。         |                                    | 1954年11月1日 合併為鳥羽市 | 1954年11月1日 合併為鳥羽市 | 1954年11月1日 合併為鳥羽市 | 1954年11月1日 合併為鳥羽市 |
| 答志村                           | 1897年5月31日 設立桃取村。         |                                    | 1954年11月1日 合併為鳥羽市 | 1954年11月1日 合併為鳥羽市 | 1954年11月1日 合併為鳥羽市 | 1954年11月1日 合併為鳥羽市 |
| 神島村                           |                                    |                                    | 1954年11月1日 合併為鳥羽市 | 1954年11月1日 合併為鳥羽市 | 1954年11月1日 合併為鳥羽市 | 1954年11月1日 合併為鳥羽市 |
| 加茂村                           |                                    |                                    | 1954年11月1日 合併為鳥羽市 | 1954年11月1日 合併為鳥羽市 | 1954年11月1日 合併為鳥羽市 | 1954年11月1日 合併為鳥羽市 |
| 鏡浦村                           |                                    |                                    | 1954年11月1日 合併為鳥羽市 | 1954年11月1日 合併為鳥羽市 | 1954年11月1日 合併為鳥羽市 | 1954年11月1日 合併為鳥羽市 |
| 長岡村                           |                                    |                                    | 1954年11月1日 合併為鳥羽市 | 1954年11月1日 合併為鳥羽市 | 1954年11月1日 合併為鳥羽市 | 1954年11月1日 合併為鳥羽市 |
| 安乘村                           | 安乘村                             | 安乘村                             | 安乘村                     | 1955年1月1日 合併為阿兒町  | 2004年10月1日 合併為志摩市 | 2004年10月1日 合併為志摩市 |
| 國府村                           |                                    |                                    |                            | 1955年1月1日 合併為阿兒町  | 2004年10月1日 合併為志摩市 | 2004年10月1日 合併為志摩市 |
| 鵜方村                           | 鵜方村                             | 鵜方村                             | 1951年1月1日 改制為鵜方町  | 1955年1月1日 合併為阿兒町  | 2004年10月1日 合併為志摩市 | 2004年10月1日 合併為志摩市 |
| 鵜方村                           | 1897年5月31日 設立神明村           |                                    |                            | 1955年1月1日 合併為阿兒町  | 2004年10月1日 合併為志摩市 | 2004年10月1日 合併為志摩市 |
| 立神村                           |                                    |                                    |                            | 1955年1月1日 合併為阿兒町  | 2004年10月1日 合併為志摩市 | 2004年10月1日 合併為志摩市 |
| 甲賀村                           |                                    |                                    |                            | 1955年1月1日 合併為阿兒町  | 2004年10月1日 合併為志摩市 | 2004年10月1日 合併為志摩市 |
| 志島村                           |                                    |                                    |                            | 1955年1月1日 合併為阿兒町  | 2004年10月1日 合併為志摩市 | 2004年10月1日 合併為志摩市 |
| 畔名村                           | 畔名村                             | 畔名村                             | 畔名村                     | 1956年9月30日 併入大王町   | 2004年10月1日 合併為志摩市 | 2004年10月1日 合併為志摩市 |
| 名田村                           | 名田村                             | 名田村                             | 1954年8月1日 合併為大王町  | 1954年8月1日 合併為大王町  | 2004年10月1日 合併為志摩市 | 2004年10月1日 合併為志摩市 |
| 波切村                           | 波切村                             | 1928年8月1 改制為波切町            | 1954年8月1日 合併為大王町  | 1954年8月1日 合併為大王町  | 2004年10月1日 合併為志摩市 | 2004年10月1日 合併為志摩市 |
| 船越村                           |                                    |                                    | 1954年8月1日 合併為大王町  | 1954年8月1日 合併為大王町  | 2004年10月1日 合併為志摩市 | 2004年10月1日 合併為志摩市 |
| 片田村                           | 片田村                             | 片田村                             | 1954年12月1日 合併為志摩町 | 1954年12月1日 合併為志摩町 | 2004年10月1日 合併為志摩市 | 2004年10月1日 合併為志摩市 |
| 布施田村                         |                                    |                                    | 1954年12月1日 合併為志摩町 | 1954年12月1日 合併為志摩町 | 2004年10月1日 合併為志摩市 | 2004年10月1日 合併為志摩市 |
| 和具村                           | 和具村                             | 1939年7月1日 改制為和具町          | 1954年12月1日 合併為志摩町 | 1954年12月1日 合併為志摩町 | 2004年10月1日 合併為志摩市 | 2004年10月1日 合併為志摩市 |
| 越賀村                           |                                    |                                    | 1954年12月1日 合併為志摩町 | 1954年12月1日 合併為志摩町 | 2004年10月1日 合併為志摩市 | 2004年10月1日 合併為志摩市 |
| 御座村                           |                                    |                                    | 1954年12月1日 合併為志摩町 | 1954年12月1日 合併為志摩町 | 2004年10月1日 合併為志摩市 | 2004年10月1日 合併為志摩市 |
| 濱島村                           | 濱島村                             | 1919年10月1日 改制為濱島町         | 1919年10月1日 改制為濱島町 | 1919年10月1日 改制為濱島町 | 2004年10月1日 合併為志摩市 | 2004年10月1日 合併為志摩市 |
| 的矢村                           | 的矢村                             | 的矢村                             | 的矢村                     | 1955年2月11日 合併為磯部町 | 2004年10月1日 合併為志摩市 | 2004年10月1日 合併為志摩市 |
| 磯部村                           |                                    |                                    |                            | 1955年2月11日 合併為磯部町 | 2004年10月1日 合併為志摩市 | 2004年10月1日 合併為志摩市 |
| 度會郡神原村                     |                                    |                                    |                            |                            | 2004年10月1日 合併為志摩市 | 2004年10月1日 合併為志摩市 |
| 1955年2月11日 合併為度會郡南勢町 | 2005年10月1日 合併為度會郡南伊勢町 | 2005年10月1日 合併為度會郡南伊勢町 |                            |                            |                            |                            |